# Triphosa oenozona
Triphosa oenozona là một loài bướm đêm trong họ Geometridae.